# Eretum
Ne doit pas être confondu avec Erectum.
Eretum (en grec ancien : Ἠρητόν) est une cité antique des Sabins, située dans la vallée du Tibre, en rive gauche, à environ 30 km au nord-est de Rome, sur la via Salaria à sa jonction avec la via Nomentana.
La cité se trouve sur la frontière entre les régions des Sabins et des Latins.

## Géographie et géologie

Eretum se situe à la jonction entre la via Salaria et la via Nomentana.

### Localisation
Bien que la position d'Eretum au nord-est de Rome dans la vallée du Tibre ne soit pas discutée, on a hésité longtemps sur la localisation exacte du site. Les emplacements les plus souvent proposés se situaient sur la commune de Monterotondo ou au lieu-dit Grotta Marozza, dépendant de la commune de Mentana, mais les fouilles récentes ont permis de proposer une identification très vraisemblable sur la commune de Montelibretti, au lieu-dit Casacotta. Le site se trouve sur une hauteur dominant la rive gauche du Tibre.

### Communication et accès
Strabon, historien et géographe grec du Ier siècle av. J.-C., mentionne la cité comme étant proche du Tibre, à la jonction entre la via Nomentana et la via Salaria. La via Salaria arrive depuis Rome, traverse alors la cité, puis continue en direction du Monte Maggiore. Les historiens sont partagés sur la jonction des deux voies romaines, en justifiant que la via Nomentana devait s'arrêter à Nomentum, Strabon donc doit confondre la jonction avec l'une des routes reliant les deux voies romaines de manière latérale.
La table de Peutinger localise Eretum à 14 miliarium de Fidènes par la via Salaria et l'itinéraire d'Antonin comme 2e station à 18 miliarium de Rome.
Eretum est traversée par une route reliant Palombara Sabina, Tibur et Préneste à Capena, voie qui emprunte un bac à Lucus Feroniae.
L'accès naturel au promontoire où se situe la localité à l'époque archaïque se fait par l'extrémité nord-est, où ce dernier est relié par une bande de terre étroite au plateau principal s'étendant vers l'est en direction du Fosso dei Cupicci. La construction de la via Salaria permet de gravir le promontoire par le sud et de traverser la cité, à l'image du système routier mis en place pour accéder à la cité de Véies.

### Géologie
Le sol est principalement constitué d'argile, avec la présence de travertin et de calcaire sur les pentes des Monts Sabins à l'est de la localité. Du tuf est également constaté sur une partie des rives du Tibre, principalement sur la rive ouest.

## Histoire

### Époque archaïque
Eretum se trouve près de la frontière entre les territoires romains et sabins à l'époque royale et au début de la République,. Solin écrit que la cité est établie par les Grecs en l'honneur d'Héra et que le nom de la cité dérive de celui de la divinité (il la nomme Heretum). De la mention de son nom par Virgile parmi les villes sabines qui se joignent à la guerre contre Énée, elle peut donc être considérée comme une ville ancienne et d'une certaine importance dans les premiers temps.

### Époque romaine

#### Conflits avec la Royauté romaine

Plaine inondable au nord-ouest d'Eretum et localisation de Lucus Feroniae.

Toutefois, Eretum ne joue jamais un rôle important même si du fait de sa position frontalière entre les Romains et les Sabins, elle est le théâtre de conflits répétés entre les deux peuples. Le contrôle de la localité par les Sabins leur permet de communiquer avec Préneste et le sud du Latium. Le contrôle par Rome empêche les Sabins de s'infiltrer dans la plaine du Latium.
Le premier d'entre eux s'est produit sous le règne du troisième roi romain Tullus Hostilius, pendant sa guerre contre les Sabins déclenchée à la suite d'une demande de réparation refusée par les Sabins pour des Romains ayant subi une maltraitance lors d'une fête sabine à Lucus Feroniae. En échange de la victoire romaine, Tullus Hostilius promet la constitution d'une fête religieuse en l'honneur de Saturne.
Après une trêve de six ans, sous le règne de son successeur Tarquin l'Ancien, les Étrusques tentent de consolider des points d'appuis sur la rive gauche du Tibre. Le roi romain  profite d'alliance entre les Sabins et les Étrusques pour avancer à travers leur territoire et remporter une victoire écrasante sur les Étrusques à Eretum.
Sous le règne du septième roi, Tarquin le Superbe, les Sabins dévastent la région de Rome avec deux armées. Ils attaquent Eretum qui est aux mains des Romains alors que Tarquin le Superbe est train de faire le siège de Suessa Pometia, les Romains dépêchent une armée de secours et remportent la bataille.

#### Annexion par la République romaine
Sous la République romaine, Rome remporte deux victoires sur les Sabins dans les environs de la localité, l'une par les consuls Publius Postumius Tubertus et Agrippa Menenius Lanatus en 503 av. J.-C., l'autre par Caius Nautius Rutilus en 458 av. J.-C.. Pendant le deuxième collège décemviral, les Sabins établissent leur quartier général à Eretum, d'où ils vont ravager le territoire romain,,.
Eretum passe sous contrôle romain vers la fin du IVe siècle av. J.-C., probablement peu avant l'année 303 av. J.-C.. Après la conquête romaine, la cité reçoit le statut de praefecturae, son rôle se réduisant à devenir une étape sur la via Salaria,. Strabon mentionne ainsi le lieu comme simple bourgade et Valère Maxime la décrit en ces termes vicus Sabinae regionis,. La localité devient alors un réseau de diverses villas et non plus un centre urbain.
Au IIIe siècle av. J.-C., la nécropole appartenant à Eretum est abandonnée et est désormais utilisée pour les travaux agricoles. À cette époque, un rite de désacralisation est pratiqué en enterrant des animaux sacrifiés, des amphores de vin et des vases d'onguents.
La localité est de nouveau mentionnée pendant la deuxième guerre punique comme le lieu où Hannibal Barca est tenté par une attaque de diversion sur le sanctuaire de Feronia en Étrurie, pour son avance sur Rome ou sa retraite de celle-ci selon les sources par la via Salaria. Le lieu reste d'une importance très relative pour les Romains au cours des siècles suivants.
La localité n'est pas mentionnée dans le Liber Coloniarum et devait probablement dépendre de Nomentum. Elle est mentionnée comme station sur la via Salaria jusqu'au IVe siècle, dernière mention de la localité dans les sources. Peu de villas semblent avoir survécu au début du IVe siècle av. J.-C..

### Époque médiévale
Après la chute de l'Empire romain, l'arrivée des Lombards en Italie, puis la création du royaume lombard amène Eretum à se situer à la frontière de leur royaume avec Rome sous autorité papale. Les Lombards incitent les habitants à se réinstaller et à mettre en valeur leur terre, tout en n'hésitant pas à s'emparer de territoire sous l'autorité du Pape comme l'évoque le futur pape Zacharie en 705.
Après la chute du royaume lombard, les habitants se déplacent à nouveau pour se réfugier sur un site plus facilement défendable et vont se réinstaller à l'emplacement de l'époque archaïque. Le réseau routier se réduit fortement en ne conservant que deux axes par rapport à l'époque romaine : la via Salaria et la via Nomentana.
Au Xe siècle, les habitants se regroupent près du réseau routier ou

## Archéologie

### Époque archaïque
L'une des découvertes les plus importantes réalisées entre 1970 et 1974 est celle de la tombe XI de la nécropole de Colle del Forno. Il s'agit, selon Paola Santoro, directrice des fouilles, de la plus grande tombe avec chambre funéraire d'Italie et doit appartenir à un prince sabin  de la seconde moitié du VIe siècle av. J.-C.d'Eretum. Dans cette tombe dotée de dromoi et de niches intérieures pour le dépôt des effets du défunt, les vestiges d'un char et d'un quadrige sont identifiés. L'aurige conduit le quadrige et derrière lui se trouve le passager, c'est-à-dire le prince. La décoration en bronze du char est d'un intérêt particulier. La coutume de déposer le char parmi les éléments funéraires, est documentée chez les populations de l'Italie antique — Étrusques, Latins, Sabins et Picentes à l'époque orientalisante — et dénote l'influence chypriote. Le cas de la tombe XI n'est pas un événement isolé, mais il surprend par l'extraordinaire richesse du décor du char et de l'armure des chevaux, égalant la qualité des tombes princières étrusques. Une trône datant du VIe siècle av. J.-C. est également découvert.
|                       |
| Amphore corinthienne. |

|                   |
| Pointes de lance. |

|                   |
| Fragment du char. |

|               |
| Roue du char. |

|                                   |
| Vestiges retrouvés dans la tombe. |

|                          |
| Fragments de couvercles. |

Des fours sont découverts dans le secteur, principalement en raison d'une présence abondante d'argile dans les environs de la localité.

### Époque romaine
En 1910, des fouilles archéologiques ont permis de révéler à quelques centaines de mètres au nord-est d'Osteria Pedochi la 18e borne milliaire de l'ancienne via Salaria qui part vers l'est. Cette borne date de 97. Elle est aujourd'hui conservée dans les jardins du Monte Maggiore.
À l'est de la localité romaine et un peu au nord de la via Salaria, deux tombes romaines sont mis au jour. Les deux tombes ont ouvertes et pillées. À l'est des deux tombes, les vestiges d'un édifice de l'époque impériale sont découverts, ainsi que deux mausolées.
Les fouilles archéologiques n'ont révélé qu'une faible quantité de céramique sigillée tardive, contrairement à la région voisine du sud de l'Étrurie romaine.

### Époque médiévale
Pour la période médiévale, l'archéologie a mis au jour des poteries à l'emplacement du village médiéval, en contrebas du promontoire et le long de la via Salaria.

## Description

Localisation d'Eretum de l'époque archaïque à l'époque médiévale.

### Époque archaïque
Le site est occupé depuis l'âge du fer. À partir du VIIe siècle av. J.-C., la localité s'urbanise et la nécropole commence à être organisée. Eretum forme un rectangle qui occupe aujourd'hui la « colline 51 »  et n'est pas pourvu de fortifications. Des huttes sont aussi construites sur le promontoire mais à l'écart du noyau urbain. Le même constat peut être fait au nord du promontoire, près de la future localité romaine. Sa superficie est estimée entre 18 ha et 21 ha.
Le reste du territoire dénommé Ager Eretamus semble peu habité à cette époque en raison de l'absence de lieux aisément défendables.
Au niveau économique, la cité se situe sur la route du sel entre l'embouchure du Tibre et l'intérieur des terres. Ses ressources principales à cette époque semble être l'exploitation des pâturages et des céréales.
Entre le VIIIe et le VIe siècle av. J.-C., l'aristocratie sabine naissante, pour démontrer son niveau de statut favorise la diffusion et l'imitation d'objets ornementaux d'inspiration orientale. Un nombre important d'objets et de matériaux sont retrouvés dans la nécropole de Colle del Forno qui permettent de révéler cette « orientalisation ».

### Époque romaine
Après la conquête romaine, la localité se déplace sur un terrain plus plat dès l'époque républicaine, au nord-est du site archaïque. Les deux raisons principales des Romains sont qu'ils n'ont pas la nécessite d'un site naturellement fortifié et ils évitent également les débris des bâtiments de l'époque sabine. La localité romaine occupe alors une forme plus arrondie d'un diamètre estimé à 150 m, même si les limites sont floues.
Le site perd de son importance dès le début de l'époque impériale.

### Époque médiévale
Au Moyen Âge, les habitants se réinstallent à l'emplacement du site archaïque. La localité reprend alors une forme rectangulaire de 164 m de longueur pour 75 m de largeur.
L'ager Eretanus est peu peuplé au Moyen Âge. La majorité des villas romaines ont disparu dès le début du IVe siècle.

#### Sources anciennes
- Denys d'Halicarnasse, Antiquités romaines. .
- Solin, Polyhistor (lire sur Wikisource). .
- Strabon, Géographie (lire sur Wikisource). .
- Tite-Live, Histoire romaine (lire sur Wikisource). .
- Valère Maxime, Faits et dits mémorables. .
- Virgile, Énéide (lire sur Wikisource). .

#### Sources modernes
- (it) M. Bellisario et P. Santoro, « Elaborazioni grafiche computerizzate nello studio della decorazione di un gruppo di lamine in bronzo da Eretum », Archeologia e calcolatori, no 12,‎ 2001, p. 307-322 (ISSN 1120-6861). .
- (en) Robert Maxwell Ogilvie, « Eretum », Papers of the British School at Rome, vol. 33,‎ 1965, p. 70-112 (ISSN 0068-2462, lire en ligne, consulté le 5 août 2022). .
- Jacques Poucet, « Romains Sabins et Samnites », L'antiquité classique, t. 40,‎ 1971, p. 134-155 (lire en ligne, consulté le 5 août 2022). .
- (it) Paola Santoro, « La città sabina di Eretum », dans Enea nel Lazio. Archeologia e mito, Rome, Fratelli Palombi, 1981, 271 p. (ISBN 9788876215469), p. 57-58.
- (it) Paolo Togninelli, Tra Eretum, Nomentum e Crustumerium : Antiche modalità insediative nel territorio di Monterotondo, Rome, L'Erma di Bretschneider, 2013, 256 p. (ISBN 978-88-913-0473-5).